# Aleiodes pectoralis
Aleiodes pectoralis är en stekelart som först beskrevs av William Harris Ashmead 1894.  Aleiodes pectoralis ingår i släktet Aleiodes och familjen bracksteklar. Inga underarter finns listade i Catalogue of Life.